# Marianne Edfeldt
Marianne Edfeldt (...) è un'ex fondista svedese paralimpica, vincitrice di una medaglia d'oro e cinque di bronzo alle Paralimpiadi invernali del 1976, del 1980 e del 1984.

## Carriera
Alle prime Paralimpiadi di Ornskoldsvik del 1976, Gunhild Edfeldt è stata la vincitrice di due medaglie di bronzo: nella gara di 5 km A distanza corta (un podio tutto svedese, con Birgitta Sund medaglia d'oro e Gunhild Sundstrom medaglia d'argento) e nella gara di 10 km A distanza media (lo stesso podio dei 5 km, 1º posto Sund, 2º posto Sundstrom e Edfeldt al 3º posto).
Ai Giochi paralimpici invernali di Geilo 1980, Edfeldt si è piazzata terza nella gara di 5 km B distanza corta (dietro alla connazionale Birgitta Sund e alla norvegese Aud Berntsen) e nei 10 km B distanza media, lo stesso podio dei 5 km. Ha invece vinto l'oro con la nazionale svedese formata da lei, Desiree Johansson, Astrid Nilsson e Birgitta Sund nella gara di 4x5 km stafetta 5A-5B.
Quattro anni più tardi, a Innsbruck 1984, Edfeldt ha conquistato il bronzo nella gara di 5 km B1 distanza corta (davanti a lei la connazionale Birgitta Sund e la norvegese Aud Berntsen) ed è arrivata al 4º posto nei 10 km B1 distanza media.

## Palmarès

### Paralipiadi
- 6 medaglie:
  - 1 oro (4x5 km stafetta 5A-5B a Örnsköldsvik 1976)
  - 5 bronzi (5 km A distanza corta e 10 km A distanza media a Örnsköldsvik 1976; 5 km B distanza corta e 10 km B distanza media a Geilo 1980; 5 km B distanza corta A Innsbruck 1984)